# La correspondència
La correspondència (títol original en italià, La corrispondenza) és una pel·lícula romàntica italiana en anglès escrita i dirigida per Giuseppe Tornatore. És protagonitzada per Jeremy Irons i Olga Kurylenko en papers principals, i es va estrenar el 14 de gener de 2016. La banda sonora va ser composta per Ennio Morricone en la seva partitura final abans de morir el 2020. S'ha doblat i subtitulat al català.

## Repartiment
- Jeremy Irons com a Ed Phoerum
- Olga Kurylenko com a Amy Ryan
- Shauna Macdonald com a Victoria
- Simon Anthony Johns com a Jason
- James Warren com a Rick
- Oscar Sanders com a Nicholas
- Rod Glenn com a Grip
- Ian Cairns com a George
- Anna Savva com a Angela
- Florian Schwienbacher com a Tommy
- Sammy Moreno com a Alejandro
- Darren Whitfield com a custodi
- Simon Meacock com a artista
- James Smillie com a president
- James Bloor com a Ragazzo